# De geheime geschiedenis van de Mongolen

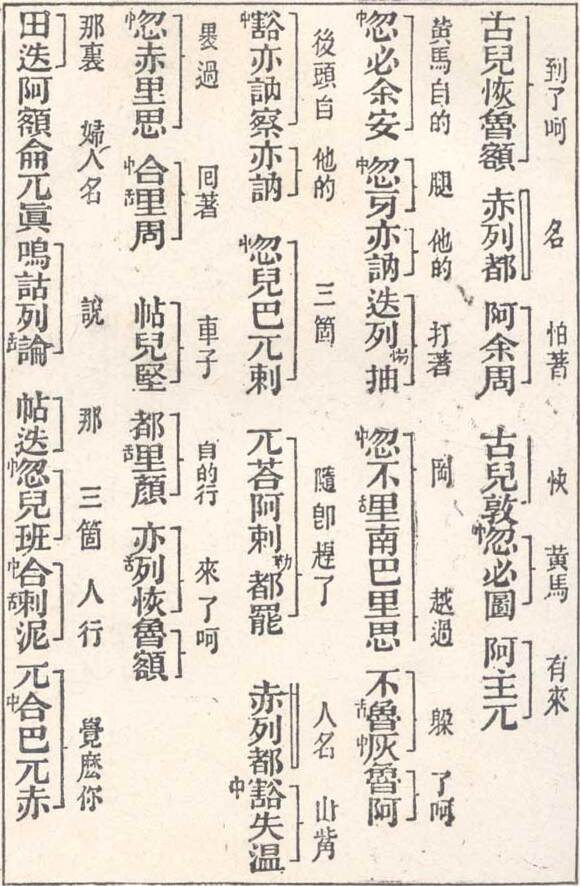
Chinese herdruk van De geheime geschiedenis van de Mongolen uit 1908

De geheime geschiedenis van de Mongolen is het belangrijkste literaire werk in het Mongools in de premoderne periode. De oorspronkelijke Mongoolse tekst, geschreven in het Oeigoerse schriftsysteem, is verloren gegaan, maar de inhoud is bewaard gebleven in Chinese vertalingen. 
De oorspronkelijke titel is niet helemaal duidelijk. De huidige bekende tekst heeft de titel Geheime geschiedenis van de Mongolen (Mongools: Monggol-un ni’ucha tobchiyan). Aan het begin van de tekst is er echter ook een andere titel: De herkomst van Dzjengis Khan. De term 'geheim' heeft betrekking op de discretie waarmee het heel openhartige deel van de tekst over de herkomst, afstamming en jeugd van Dzjengis Khan moest worden behandeld. 

## Korte inhoud
De tekst begint met een genealogie van de afstamming van Dzjengis Khan (1162-1227) en vervolgt met een uitgebreide beschrijving van zijn jeugd. De rivaliteit met Jamuka en de afhankelijkheid in zijn jeugd van Ong Khan van de stam van de Keiraïten speelt een grote rol in het verhaal. Dit deel van de tekst eindigt met wat als het verraad van Ong Khan in 1203 wordt beschreven en de overwinning van Dzjengis Khan op de andere Mongoolse stammen.  De tekst vervolgt met de kroning van Dzjengis tot khagan (grootkan) op de kuriltai van 1206. Hierna worden in de tekst een aantal opgestelde gedragscodes (Yasak) vernoemd en de vele beloningen die Dzjengis Khan aan zijn bondgenoten en strijdmakkers gaf. Het eerste deel van tien hoofdstukken eindigt met de nederlaag van de laatst overgebleven rivaal, de sjamaan Teb Tenggeri.  
De twee hoofdstukken van het vervolg beschrijven gebeurtenissen tijdens de campagnes in het Midden-Oosten en het noorden van China, de dood van Dzjengis Khan en het conflict over de opvolging tussen zijn zonen. De kroning van Ögedei (r.1229-1241) tot khagan evenals zijn militaire successen en veroveringen worden beschreven. De tekst eindigt met een soort testament van Ögedei, dat zijn foute en goede daden opsomt. 
De tekst is proza maar met veel passages in de vorm van allitererend rijm. Het wordt vaak vergeleken met epische verhalen, zoals de IJslandse sagen. Vergelijkingen met Mongoolse kronieken maken echter duidelijk dat ook De geheime geschiedenis van de Mongolen bedoeld was als een kroniek.

## Thematiek
Het belangrijkste thema in de tekst is de door de Eeuwige Hemel (möngke tengger) uitverkoren rol van Dzjengis Khan. De tekenen van uitverkoren zijn beginnen met zijn veronderstelde afstamming van de Blauwe Wolf, een mythische stamvader van het Mongoolse volk. 
Jamuka en de Ong Khan worden in de tekst beschreven als voorbeelden van slecht leiderschap. Jamuka is slim en welbespraakt, maar ook snel verveeld. Ong Khan is lui, niet loyaal ten opzichte van zijn familie en zijn omgeving en veel te vatbaar voor slecht advies. 
De opkomst van Dzjengis Khan is in de tekst nauw verbonden met de kracht die hij aan zijn familie ontleent, in het bijzonder aan zijn moeder Hoelun en zijn belangrijkste vrouw Börte. Het thema van broederliefde en kameraadschap wordt in de tekst sterk benadrukt. Ook hier speelt Hoelun een belangrijke rol door te zorgen dat zij nog drie broers (en een zus) van Dzjengis Khan baart. De uitzondering op dit thema is de minachting  in de tekst voor de tweede vrouw van Yesükhei, Yisugei Ba’ Atur.

## Het geheime karakter van de tekst
De tekst bevat een aantal passages die de heersende Mongoolse elite als zeer vertrouwelijk beschouwde. Er is een passage die doet twijfelen of Yesükhei  wel de biologische vader van Dzjengis Khan was. Die passage maakt het aannemelijk dat dit Chiledü geweest zou kunnen zijn, een clanleider van de Merkieten, erfvijanden van de stam waar Dzjengis Khan opgroeide. 
Een andere passage maakt het op zijn minst waarschijnlijk dat Dzjengis Khan zelf niet de biologische vader geweest kan zijn van Jochi, de oudste zoon van zijn belangrijkste vrouw Börte. Er is daarnaast een tekstdeel waaruit de panische angst van Dzjengis Khan als jong kind voor honden blijkt. Er is ook een passage waarin beschreven wordt hoe Dzjengis Khan zijn halfbroer Begter vermoordt en de woedende reactie van zijn moeder daarop.
Deze informatie komt alleen in de tekst van De  geheime geschiedenis voor. Er is nooit ook maar iets van deze informatie aangetroffen in andere Mongoolse of zelfs niet-Mongoolse kronieken. Rashid al-Din moet tijdens het schrijven van de Jami' al-tawarikh, een vroege poging tot het schrijven van een geschiedenis van de wereld, de beschikking over de tekst van De geheime geschiedenis gehad hebben. Hij heeft die informatie niet gebruikt. In 1331 kregen de samenstellers van een encyclopedie tijdens de Yuan-dynastie geen toegang tot het werk, omdat het episodes bevatte met geheimen waarvan het ontoelaatbaar was die te kopiëren.

## Datering
Er bestaat bij historici geen consensus over de exacte datering van de tekst. De tekst zelf geeft aan dat het manuscript klaar was in het Jaar van de Muis.  Dat kan 1228, 1240 of 1252 zijn. Inhoudelijk eindigt de tekst met vrijwel het einde van de periode van Ögedei Khan. Een aantal historici houdt de datering om die reden op 1240. Men is het er echter wel over eens dat er merkwaardige anachronismen in de tekst over Ögedei voorkomen. Het betreft gebeurtenissen die niet tijdens het leven van Ögedei hebben kunnen plaatsvinden. Er zijn dan ook historici die 1252 als de juiste datering beschouwen onder de premisse dat de nu bekende tekst als een geheel is opgesteld. 
De Chinese vertalers hebben de tekst verdeeld in tien hoofdstukken en een vervolg van nog eens twee hoofdstukken. Het is denkbaar dat alleen de eerste tien hoofdstukken de oorspronkelijke tekst was en het vervolg van een iets latere datum. Er is echter in stijl, taalgebruik en thematiek zeer veel overeenstemming tussen de eerste tien hoofdstukken en het vervolg. Als de tekst inderdaad als een geheel kan worden beschouwd, lijkt 1252 de meest waarschijnlijke datering.

## Ontdekking en eerste vertalingen

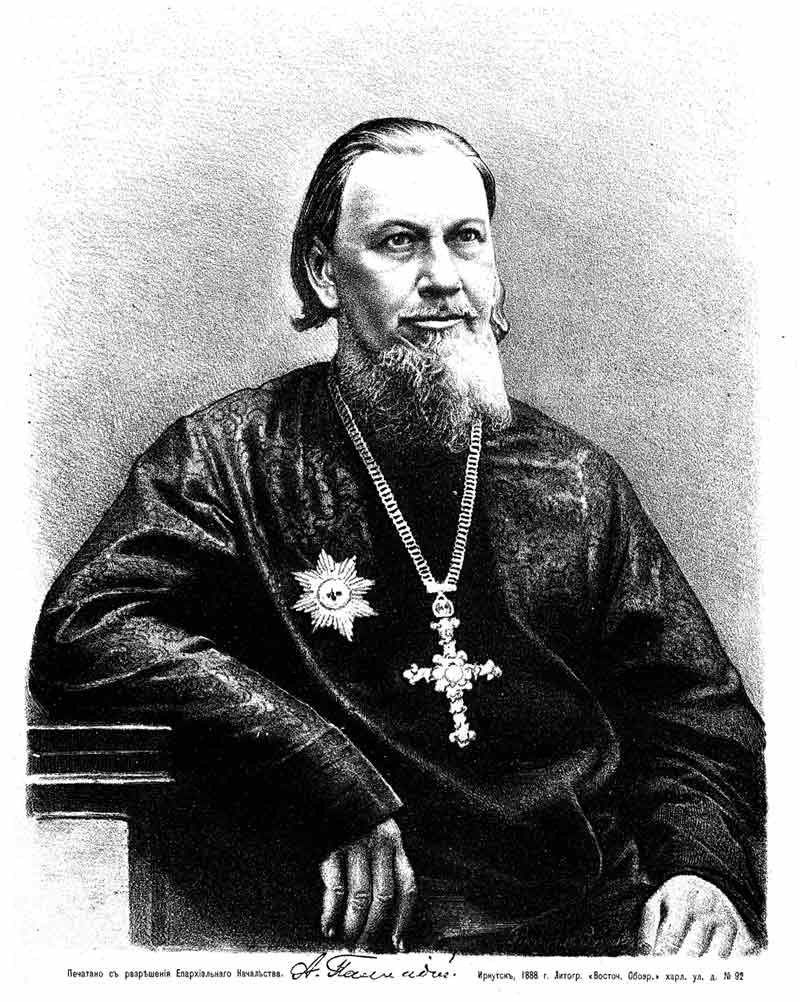
Pjotr Kafarov, monastieke naam Palladius

De tekst werd voor Europeanen bekend door Pjotr Kafarov (1817–1878), beter bekend onder zijn kloosternaam Palladius. Hij was dertien jaar lang het hoofd van de Russisch-orthodoxe missie in China. Sinds het verdrag van Kjachta van 1727 was die missiepost aanwezig. De echte interesse van Palladius lag in het verzamelen van oude manuscripten. De kopie die hij verkreeg was in het Chinees, en Palladius begon die in het Russisch te vertalen. 
Die vertaling werd in 1866 gepubliceerd in een werk met andere essays in Werken van de leden van de Russische religieuze missie in Peking. Hij noemde het een Oud Mongools verhaal over Dzjengis Khan.  Pas in latere vertalingen in andere talen werd het de Geheime geschiedenis van de Mongolen. 
Tijdens de Ming-dynastie bestonden er twee instellingen die verantwoordelijk waren voor de communicatie met volken aan de periferie van het rijk. De eerste was Het Bureau voor Tolken, dat alleen verantwoordelijk was voor gesproken communicatie. Het tweede was Het Bureau voor Vertalers dat verantwoordelijk was voor schriftelijke communicatie. 
Aan het eind van de 14e eeuw  was de Geheime geschiedenis het meest voor de hand liggende leerboek en tekstboek. De Mongoolse tekst werd dus lettergreep voor lettergreep vertaald in Chinese karakters die min of meer dezelfde klanken representeerden als de Mongoolse woorden. De volgende stap was studenten de betekenis van de klank van de woorden te leren.
De oorspronkelijk Mongoolse tekst moet geen hoofdstukken en paragraafindeling hebben gekend. Die werden nu door Chinese vertalers om didactische redenen geïntroduceerd. In de  Chinese vertaling werden het twaalf hoofdstukken, telkens verdeeld in paragrafen. Aan het eind van iedere paragraaf staat in het Chinees een samenvatting van die paragraaf.
Gedurende de periode van de keizer Yongle (1360-1424) werden al de vertaalde paragrafen samengebracht in één Chinese uitgave, en die maakte weer deel uit de befaamde Yongle Encyclopedie. Er bleven echter afzonderlijke Chinese vertalingen van alleen de Geheime geschiedenis in omloop. Het was een van deze die Palladius in Peking vond. 
In 1872 slaagde Palladius erin de hand te leggen op een kopie van een Chinese, volledig fonetische vertaling van het Mongoolse origineel. Palladius begon te werken aan een nieuwe, verbeterde vertaling van het originele Mongools, zoals geschreven in Chinese karakters, naar het Russisch.  Hij kon die taak echter niet afmaken. In 1878 keerde hij terug naar Europa en overleed hetzelfde jaar in Marseille. Anderen hebben de taak overgenomen, maar tot in de 21e eeuw zijn er in het wetenschappelijke discours debatten over de correctheid van vertalingen.